# Димчево
Димчево е село в Югоизточна България, което се намира в община Бургас, област Бургас

## География
Село Димчево се намира на 21 km от общинския и областен център Бургас, на 35 km от Созопол, на 4 km от с. Присад, на 6 km от с. Твърдица, на 10 km от с. Зидарово и на 7 km от с. Маринка. Селото е разположено в северните склонове на планината Странджа на югозапад с изглед към Мандренското езеро. Между селото и езерото е местността „Лъките“ – изключително плодородна местност, равна, създадена от речните наноси. Отделена е от езерото с дига, предпазваща я от наводняване.

## История
Местността Пода се намира южно от централната част на гр. Бургас, при вливането на Мандренското езеро в Бургаския залив. Разположената там кула е засвидетелствана в средновековните извори от XIV в. Нейното предназначение е било да служи като фар и да охранява входа към средновековния град Скафида – днешното село Димчево.
Средновековна крепост „Скафида“ е и пристанище, в което през Средновековието са акостирали морски кораби, тъй като плавателното Мандренско езеро още тогава е било свързано с проток с Черно море. Крепостта се е намирала на южния бряг на Мандренското езеро до селото (средновековното село Скеф), наследник на селището към крепостта, на 4 km от сливането на Мандренското езеро чрез широк двадесетметров канал с морето, върху невисок полуостров, наричан по-късно Калеборун. Според описанието на Братя Шкорпил, там се намирали останките на крепост, изградена от ломен камък с бял хоросан. Стената е била широка около 2,40 m и е заграждала площ с форма на четириъгълник със страни 80 и 60 m. Братя Шкорпил са забелязали по ъглите следи от четириъгълни кули и землен ров на шийката на полуострова пред крепостната стена. След изграждането на язовирната стена, недалеч от канала (оттока) на езерото, неговото ниво се повдига с няколко метра и полуостровът е потопен под езерните води.
Останките на една мощна кула с квадратен план и с дължина на страните 6 m, изградена от ломен камък, споен с бял хоросан, са запазени на брега на оттока на Мандренското езеро. Кулата може би е служила и за светещ ориентир на корабите през нощта. Пак на същото място братя Шкорпил са забелязали основите на относително голям мост, изграден отново от ломен камък споен с бял хоросан с размери 6,10 m на 3,80 m. Мостът вероятно е бил сводест, за да могат да преминават под него влизащите в пристанището кораби. Тези основи са унищожени при строежа на модерното шосе в началото на 20 в., чието трасе минава само на няколко десетки метра от кулата.
Описвайки перипетиите на българо-византийската война през пролетта на 1304 г. Георги Пахимер съобщава, че след светкавичния поход на Светослав, при който българите завладяват южно-черноморските крепости до Созопол включително, една византийска армия, командвана от Михаил Глава Тарханист и Войсил, брат на българския цар Смилец, предприела от Виза контранастъпление. Изтегляйки се от Странджа, очевидно с цел да прегрупира силите си, Светослав дал решително сражение при река Скафида (виж Битка при Скафида). Както съобщава по-нататък Пахимер, ”…когато византийските войски минаваха безредно през река Скафида сполетя ги нещастие – мостът се срути и така реката и мечът (българският) си разделиха нещастниците, както обикновено настъпи избиване.“ Като се има предвид солидната му конструкция, става очевидно, че срутването му е било подготвено от българските войски, водени от цар Тодор Светослав.
Последното сведение за Скафида се намира в Савойската хроника, съставена в 1464 – 1465 г. според една стара редакция от 1417 – 1420 г., която описва походи на граф Амадей VI Савойски. Съставителят пише: „Тръгвайки от Созопол, те влязоха в пристанището Скафида, където се намираха доста турски кораби, които след като се сражаваха, те превзеха и потопиха. И тъй като това пристанище беше хубаво и сигурно, графът прекара в него няколко дни докато със сила завладя пристанището и града на Скафида: от там графът и войниците му отидоха в крепостта Анхиало.“ Още веднъж по-нататък съчинителят пише: „…пленниците, заловени в Агатопол, Созопол, Скафида и Анхиало, накараха да му кажат, че са учудени от това, че той завземаше… земите на българския император, техния господар, който никога нищо лошо не му беше направил“. Това сведение показва, че Скафида е вече бил значителен град със силен гарнизон, който оказал яростна съпротива на кръстоносната войска.
В края на 19 век селото е известно под името Скеф. В началото на 1890-те години министър-председателят Стефан Стамболов притежава чифлик в селото и прекарва част от времето си там.

## Население
| \| Година на преброяване \| Численост \| \| --------------------- \| --------- \| \| 1934 \| 418 \| \| 1946 \| 419 \| \| 1956 \| 411 \| \| 1965 \| 326 \| \| 1975 \| 223 \| \| 1985 \| 171 \| \| 1992 \| 191 \| \| 2001 \| 189 \| \| 2011 \| 174 \| |           |
| Година на преброяване | Численост |
| 1934 | 418       |
| 1946 | 419       |
| 1956 | 411       |
| 1965 | 326       |
| 1975 | 223       |
| 1985 | 171       |
| 1992 | 191       |
| 2001 | 189       |
| 2011 | 174       |

В селото живеят 153 българи и 6 турци.

## Културни и природни забележителности
В близост до селото, на около 800 m река Факия се влива в Мандренското езеро в изключително красива и живописна местност. Същата е защитена със статут на резерват. Там природолюбители с телескопи наблюдават птиците, населяващи водоема.
От местността „Вятърницата“ на края на селото се открива прекрасна гледка към близкия Бургас, Мандренското езеро и Бургаския залив.

## Редовни събития
- Събора на селото

## Други
В селото е една от най-големите ферми за щрауси намираща се в Югоизточна България. Тук работи и малка фирма /цех/ за прахово боядисване и производство на нестандартни мебели и конструкции.
В селото има и фабрика за пакетиране на слънчоглед.